# Estación de Eugenia de Montijo

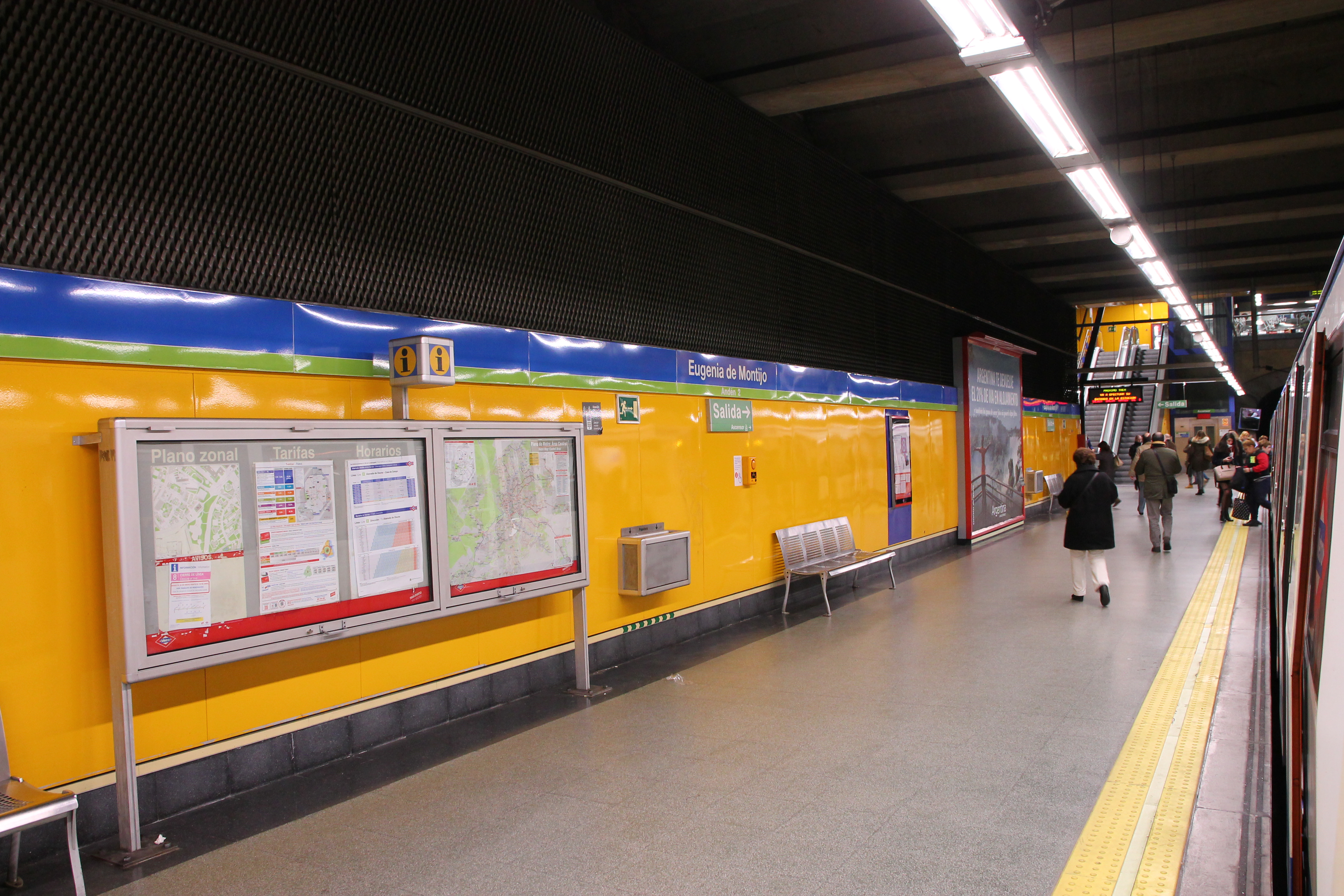
Andén de la estación

Eugenia de Montijo es una estación de la línea 5 de Metro de Madrid, situada bajo la intersección del Camino de los Ingenieros y la calle de Nuestra Señora de la Luz, entre los distritos de Latina y Carabanchel.

## Historia
Esta estación fue inaugurada el 27 de octubre de 1999 dentro de un tramo de línea ya en funcionamiento. Para ejecutar la obra, se cortó el servicio entre las estaciones de Aluche y Carabanchel durante algo más de un año. Su nombre rinde homenaje a la aristócrata española y emperatriz consorte de Francia Eugenia de Montijo.

## Accesos
Vestíbulo Eugenia de Montijo
- Ntra. Sra. de la Luz C/ Ocaña, 70

## Líneas y conexiones

### Metro
| << cabecera      | < estación  | línea | estación > | cabecera >>   |
| ---------------- | ----------- | ----- | ---------- | ------------- |
| Alameda de Osuna | Carabanchel |       | Aluche     | Casa de Campo |

### Autobuses
| Diurnos   |                          |                                                         |
| Línea     | Destino                  | Parada                                                  |
| 17        | Plaza Mayor              | 4706 METRO EUGENIA DE MONTIJO (C/ Ntra. Sra. de la Luz) |
| 17        | Colonia Parque Europa    | 5881 METRO EUGENIA DE MONTIJO (C/ Ntra. Sra. de la Luz) |
| Nocturnos |                          |                                                         |
| Línea     | Destino                  | Parada                                                  |
| N26       | Plaza de Alonso Martínez | 4706 METRO EUGENIA DE MONTIJO (C/ Ntra. Sra. de la Luz) |
| N26       | Aluche                   | 5881 METRO EUGENIA DE MONTIJO (C/ Ntra. Sra. de la Luz) |